# Зелем (Айфель)
Зелем (нем. Sehlem) — община в Германии, в земле Рейнланд-Пфальц.
Входит в состав района Бернкастель-Витлих. Подчиняется управлению Виттлих-Ланд. Население составляет 884 человека (на 31 декабря 2010 года). Занимает площадь 11,25 км².